# Лікарня «Новий Амстердам»
«Лікарня „Новий Амстердам“» (англ. New Amsterdam) — американський медично-драматичний телесеріал, знятий за мотивами книги колишнього лікаря Нью-Йоркської лікарні "Белвью" доктора Еріка Менхеймера "12 пацієнтів: життя і смерть у госпіталі Белевю". Прем'єра якого відбулася 25 вересня 2018 на телеканалі NBC.
У лютому 2019 року було оголошено, що серіал продовжено на другий сезон, прем’єра якого відбулася 24 вересня 2019 року. У січні 2020 року NBC продовжив серіал на три додаткові сезони.  Прем'єра четвертого сезону відбулася 21 вересня 2021 року. У березні 2022 року було оголошено, що серіал завершиться після 13-серійного п'ятого сезону. Прем’єра п’ятого й останнього сезону відбулась 20 вересня 2022 року.

## Сюжет
Телесеріал розповідає про доктора Макса Гудвіна, який стає головним лікарем найстарішої державної лікарні США «Новий Амстердам». Для забезпечення кращої медичної допомоги пацієнтам він розв'язує війну з бюрократією, щоб повернути колишню славу лікарні, де здатні лікувати пацієнтів з Еболою, ув'язнених із в'язниці «Райкерс» та президента Сполучених Штатів під одним дахом. Чим може допомогти? Лікарі та персонал не вірять новому головному лікарю, вони чули це і раніше від його попередників. Не беручи «ні» за відповідь, доктор Гудвін повинен порушити існуючий стан справ і довести, що він не зупиниться ні перед чим, щоб вдихнути нове життя в цю недоукомплектовану, недостатньо фінансовану та недооцінену лікарню.

## Актори та персонажи

### Головний склад
- Доктор Макс Гудвін (Райан Егголд) - Головний лікар. Вступивши на посаду головного лікаря найстарішої державної лікарні США «Новий Амстердам», він розв'язує війну з бюрократією, обіцяючи лікарям та персоналу повернути славу та велич «Новому Амстердаму». Раніше працював у лікарні Чайна-Таун. Був одружений з Джорджією Гудвін, яка народила йому дочку Луну.
- Доктор Лорен Блум ( Джанет Монтгомері ) - лікар швидкої допомоги, завідувач відділення швидкої допомоги. Виросла в Нью-Йорку в багатій сім'ї із вищого стану. Її мати Джанін була нью-йоркською світською левицею, а батько керував дерматологічною клінікою. Страждала на синдром дефіциту уваги та гіперактивності — неврологічного розладу, який лікувала за допомогою таблеток, що ховала в баночці з-під ібупрофену. Пройшла лікування у реабілітаційному центрі.  *
- Доктор Хелен Шарп ( Фріма Аджимен ) – завідувачка онкологічним відділенням. Закінчила Школу клінічної медицини Кембриджського університету, базову програму та спеціалізацію отримала у лікарні Кінгс-Коледж у Лондоні. Дипломований спеціаліст у галузі гематології для дорослих та дітей.
- Доктор Флойд Рейнольдс ( Джоко Сімс ) - серцево-судинний хірург, завідувач кардіохірургічного відділення. Закінчив Єльський університет.
- Доктор Іггі Фром ( Тайлер Лебін ) - психіатр, завідувач психіатричним відділенням. Є чоловік та четверо дітей.
- Доктор Віджай Капур ( Анупам Кхер ) - невролог, завідувач неврологічним відділенням. Є син.

### Другорядний склад
- Доктор Зак Лігон ( Джей Джей Філд ) - лікар фізіотерапевт. Мав роман із доктором Лорен Блум.
- Доктор Кассіан Шин ( Деніел Де Кім ) - лікар відділення невідкладної хірургії.
- Дора ( Забріна Гевара ) - адміністратор лікарні "Новий Амстердам".
- Пітер Фултон ( Рон Ріфкін ) – начальник лікарні «Новий Амстердам».
- Джорджія Гудвін ( Ліза О'Хара ) - дружина Макса Гудвіна. Померла від крововтрати у першій серії другого сезону.
- Іві ( Марго Бінгем ) - зустрічається з доктором Флойдом Рейнольдсом. Працює у юридичному відділі лікарні «Новий Амстердам».
- Кейсі ( Алехандро Ернандес ) - старший медбрат відділення невідкладної допомоги.

## Огляд сезонів
| Сезон | Епізоди | Епізоди | Оригінальний показ | Оригінальний показ |
| Сезон | Епізоди | Епізоди | Перший показ       | Останній показ     |
| ----- | ------- | ------- | ------------------ | ------------------ |
| 1     | 22      | 22      | 25 вересня 2018    | 14 травня 2019     |
| 2     | 18      | 18      | 24 вересня 2019    | 14 квітня 2020     |
| 3     | 14      | 14      | 2 березня 2021     | 8 червня 2021      |
| 4     | 22      | 22      | 21 вересня 2021    | 24 травня 2022     |
| 5     | 13      | 13      | 20 вересня 2022    | 17 січня 2023      |

## Виробництво

### Розробка
25 вересня 2017 року телекомпанія NBC оголосила про запуск пілотного фільму під назвою Bellevue. Пілот був написаний Девідом Шулнером, який також був призначений виконавчим продюсером разом з Пітером Хортоном. Очікувалося, що продюсером стане Ерік Мангеймер, колишній медичний директор нью-йоркської лікарні Бельвю. Universal Television була виробничою компанією, яка брала участь у пілотному епізоді.
12 січня 2018 року повідомлялося, що NBC офіційно замовила пілот. Далі повідомлялося, що Хортон мав стати режисером пілотного епізоду. 4 травня 2018 року було оголошено, що NBC замовила серіал. Також повідомлялося, що Pico Creek Productions і Mount Moriah Productions виступатимуть в якості додаткових виробничих компаній. 10 жовтня 2018 року було оголошено, що NBC замовила додаткові дев'ять епізодів серіалу, довівши загальну кількість першого сезону до двадцяти двох епізодів.

### Кастинг
У лютому 2018 року було оголошено, що Фріма Аджимен, Анупам Кхер, Джанет Монтгомері та Тайлер Лабін зіграють головні ролі в пілотному епізоді. У березні 2018 року повідомлялося, що Раян Егголд і Джоко Сімс також приєдналися до основного акторського складу. 26 вересня 2018 року було оголошено, що Марго Бінгем приєдналася до акторського складу в повторюваній ролі. 6 листопада 2018 року було повідомлено, що Сендхіл Рамамурті отримав повторну роль. 19 квітня 2021 року було повідомлено, що Френсіс Тернер отримала повторну роль у третьому сезоні. У серпні 2021 року було оголошено, що Мішель Форбс, Сандра Мей Франк і Хлоя Фрімен будуть обрані на повторювані ролі в четвертому сезоні. У травні 2022 року Френк підвищили до регулярного серіалу п’ятого й останнього сезону.

### Зйомки
Зйомки серіалу відбуваються в лікарнях міста Нью-Йорк, включаючи лікарню Белв’ю та її околиці, лікарню Метрополітен, лікарню Вудхалл і лікарню округу Кінгс. До жовтня 2018 року Universal Television заплатила NYC Health + Hospitals, корпорації, яка наглядає за державними лікарнями Нью-Йорка, 665 000 доларів США за зйомки в лікарнях. Роберт де Луна, речник Health + Hospitals, сказав, що деякі ділянки, які «незайняті та не мають персоналу... представляють чудову можливість для виробничої компанії та бажане джерело доходу для нашої системи охорони здоров’я».
12 березня 2020 року виробництво «Лікарні „Новий Амстердам“» та інших серіалів Universal Television було припинено через пандемію COVID-19. Запас засобів індивідуального захисту, які використовуються в серіалі, був переданий Департаменту охорони здоров'я штату Нью-Йорк